# Nomosphecia godoyae
Nomosphecia godoyae är en stekelart som beskrevs av Gauld, Ugalde och Paul E. Hanson 1998. Nomosphecia godoyae ingår i släktet Nomosphecia och familjen brokparasitsteklar. Inga underarter finns listade i Catalogue of Life.